# 圣胡利安-德拉米斯
桑特胡利亚德拉米斯，是西班牙加泰罗尼亚赫罗纳省的一个市镇。总面积18平方公里，总人口2098人（2001年），人口密度117人/平方公里。